# Совместимость с ошибками
Совместимость с ошибками или багосовместимость (англ. Bug compatibility) — свойство программных или аппаратных систем, при котором они намеренно воспроизводят известные ошибки и некорректное поведение предыдущих версий для обеспечения обратной совместимости. Данное явление упоминается в Jargon File и признаётся значимой проблемой в индустрии программного обеспечения.

## Механизм и причины
Багосовместимость возникает, когда:
1. Ошибка в предыдущей версии системы становится частью неявного контракта
2. Приложения начинают зависеть от ошибочного поведения
3. Исправление ошибки ломает существующие решения
4. Разработчики вынуждены сохранять дефектное поведение в новых версиях

Как отмечает Марк Руссинович (Microsoft), «обратная совместимость часто требует воспроизведения даже багов, на которых успели построить зависимости». Это создает парадоксальную ситуацию, когда исправление дефекта становится breaking change.

## Исторические примеры
- Windows API: Реализация функций WinAPI в Windows 10 эмулирует поведение Windows 95, включая ошибочную обработку переполнения буфера в некоторых API-вызовах[3].
- x86-процессоры: Современные процессоры Intel сохраняют поведение инструкций F00F (Pentium) и POP SS (80286), признанных ошибками проектирования[4].
- JavaScript: Браузеры сохраняют некорректную обработку сравнения `null >= 0` из оригинальной реализации Netscape[5].

## Критика и проблемы
Основные недостатки практики:
- Technical debt?! — накопление устаревшего кода
- Риски безопасности — сохранение уязвимостей (CVE-2014-1761 в Windows)
- Снижение производительности — дополнительные проверки совместимости
- Парадокс тестирования — необходимость проверять как правильное, так и ошибочное поведение

Эрик Синк (Microsoft) отмечает: «Багосовместимость — это налог, который платят пользователи за стабильность».

## Альтернативные подходы
Современные стратегии минимизации:
- Слои совместимости: Изоляция устаревшего кода (Windows: CompatTelRunner.exe)
- Виртуализация: Запуск старых версий в Docker-контейнерах
- Эмуляция API: Промежуточные слои типа Wine
- Поэтапное устаревание: Четкие сроки прекращения поддержки